# 政治組織
政治组织是指任何参与政治活動的组织，包括政党、非政府组织和特殊利益團體。政治组织从事的政治活动有游说、投放竞选广告等，旨在实现明确的政治目标。虽然政党是一种政治组织，也从事政治活动，但它们的不同之处在于，它们通常會支持或推出政治選舉候选人，藉此希望赢得選舉和控制政府。